# Palaua tomentosa
Palaua tomentosa är en malvaväxtart som beskrevs av Bénédict Pierre Georges Hochreutiner. Palaua tomentosa ingår i släktet Palaua och familjen malvaväxter. Inga underarter finns listade i Catalogue of Life.